# Kilinge naturreservat
Kilinge naturreservat är ett naturreservat i Norrköpings kommun i Östergötlands län.
Området är naturskyddat sedan 2019 och är 33 hektar stort. Reservatet ligger en bit norr om Roxen och omfattar barrblandskog på branten och på krönet av Vångaförkastningen.